# Petrobia mexicana
Petrobia mexicana är en spindeldjursart som beskrevs av Baker och James P. Tuttle 1983. Petrobia mexicana ingår i släktet Petrobia och familjen Tetranychidae. Inga underarter finns listade i Catalogue of Life.